# Focerò
Focerò è un territorio dei Nebrodi, dove, probabilmente tra il 1094 ed 1100, il gran conte Ruggero I d'Altavilla decise di raccogliere tutti i prigionieri, non legittimamente detenuti di Calabria e di Sicilia, nel tentativo di ripopolarne le aree boschive ed incolte che lo caratterizzava. La zona è compresa tra Capo d'Orlando ad ovest, Capo Tindari ad est e Polverello a sud. L'area ricade oggi negli ambiti amministrativi dei comuni di Brolo, Piraino, Ficarra, Sinagra, Sant'Angelo di Brolo, Raccuja e San Piero Patti, Gioiosa Marea.

## Storia
L'intervento del conte Ruggero e le vicende nel mezzo secolo immediatamente successivo sono conosciute grazie ad una lettera del 2 novembre 1141 con cui alcuni personaggi eminenti della zona denunziano a Ruggero II e i misfatti e le sopraffazioni di Algeri, forse signore di Ficarra, conservata nell'Archivio Capitolare della Cattedrale di Patti e pubblicata da Salvatore Cusa.
Nella regione di Focerò esisteva già una fortezza, nei pressi del quale il Gran Conte Ruggero I d'Altavilla ordinò di costruire una torre, visibile a distanza da Mileto. Cinquecento famiglie, radunate nell'area tra Lirivin e Maili, due località corrispondenti probabilmente alle odierne Oliveri e Milazzo, furono trasferite a Focerò dove, con il loro insediamento, si procedette ad una suddivisione del territorio curato da dodici arconti.
Alla morte del Gran Conte, avvenuta nel 1100, seguì la distruzione del castello, per responsabilità degli arconti che allora dominavano a Focerò, e la successiva ricostruzione ad opera di Adelasia, dopo la vittoria sui proprietari terrieri ribelli.
A far precipitare la situazione, nella desolazione che è seguita dopo la morte della contessa, avvenuta nel 1118, fu la guerra civile, la terza, ad opera di Algeri con l'usurpazione dei terreni e la dispersione dei villani demaniali.

### La Lettera
Il lettera del 1141 contiene anche la descrizione degli originali confini del territorio di Facerò, precedenti alla morte del conte Ruggero. A nord la linea costiera tra la foce del torrente Zappardino e quella del torrente Brolo; ad est il corso del torrente Zappardino, dalla linea di crinale, nel tratto tra monte Fossa della Neve e Monte dei Saraceni, a sud un cuneo che da Fontana del Re si allarga seguendo il crinale sino a toccare due località, Tre Fontane e Kissopetron, da identificarsi probabilmente nel monte Mastrangelo, mentre a ovest segue infine il corso superiore della fiumara di Sinagra sino a S. Caterina sotto Ficarra, dopodiché si allarga ad occidente verso Matina per seguire quindi il corso del torrente Brolo fino al mare. La lettera di denunzia del 1141 avviò un contenzioso ripreso da altri documenti che condusse ad una revisione dei confini della regione nel 1142 ad opera di Filippo, figlio di Leone logoteta, e stratigoto di tutta la Val Demone, in vista dell'attribuzione del territorio alla chiesa di S. Bartolomeo di Lipari, in adempimento delle ultime volontà della regina Adelasia del Vasto.

### L'annullamento della divisione territoriale
Tuttavia l'individuazione dei confini del territorio di Focerò non fu sufficiente ad accontentare tutte le parti in causa, tanto da indurre re Ruggero II ad annullare la divisione effettuata dallo stratigoto Filippo, ed a disporre una nuova delimitazione con nuovi testes divisores. Ultimati i nuovi lavori, e adempiendo alle ultime volontà della madre, il sovrano donò a Giovanni, catecumeno di Patti, il territorio di Focerò attraverso la stipula di un diploma bilingue, in greco e in latino. È indubbia, a causa della revisione, la riduzione a Nord del territorio di Focerò, rispetto alla configurazione originaria ricavata dal conte Ruggero, con l'esclusione di una porzione oggi rientrante nei limiti amministrativi del comune di Piraino e forse, a sud, di porzioni di territorio oggi facenti parte dei comuni di Raccuja e di San Piero Patti : quasi tutto il territorio, compreso tra la costa a nord e la linea che, più a sud, attraversando il fiume di S. Angelo, unisce S. Costantino al monte Brignolo, e rientrante oggi nei limiti amministrativi del comune di Piraino, era tagliato fuori dalla nuova delimitazione. Questa porzione divenne già allora parte del bosco di Ficarra, quindi probabilmente possesso di Algeri, e sempre facente parte del territorio omonimo. Tale configurazione territoriale sicuramente la ritroviamo nel 1249 al momento dell'inquisizione sulla consistenza, redditi, confini del casale di Sinagra e di una parte del bosco di Ficarra. Nel tempo stesso, all'interno del territorio, Ruggero II escluse dalla concessione il monastero di S. Angelo esistente sopra il fiume Lizicò, situato all'interno del territorio donato.

### Il passaggio al vescovato di Patti
Nei secoli successivi il feudo di Focerò appartenne al vescovato di Patti subendo ulteriori riduzioni territoriali.
Tra le indicazioni fornite dai documenti medioevali e i dati provenienti dal terreno hanno orientato le ricerche dell'insediamento di Focerò verso una zona del versante collinare, esposto ad ovest, ricco di risorse idriche, compreso tra il bacino idrografico del torrente Zangaria a nord e quello del torrente Marcurella a sud immediatamente al di sotto di monte Fossa della Neve (1050 m s.l.m.), picco lungo la cresta che dal crinale dei Nebrodi si distacca correndo in direzione nord verso la costa.
L'area è costeggiata lungo i margini da un antico percorso che dalla costa, ed in particolare da Gioiosa Guardia, si inoltrava verso l'entroterra per Santa Domenica e Randazzo, ai piedi settentrionali dell'Etna, verso Catania.

### Un nuovo insediamento
Nel maggio 2008 fu segnalato alla Soprintendenza di Messina il rinvenimento, in un'area a ridosso del torrente Zangaria, di materiale ceramico di età ellenistica (IV-III secolo a.C.) in cui spiccano frammenti di anfore, di ceramiche a vernice nera dell'ultima fase, un peso da telaio piramidale ed alcune fuseruole Va evidenziato come il toponimo Phôkairòn o Phôkairòs sia un possibile richiamo al Chorion di Lentini di età classica denominato Phôkeai o Phôkaiai, ricordato insieme ad un altro avamposto lentinese denominato, in un passo di Tucidide, Brikinnai . Le due località sono state sinora ricercate a grande distanza da S. Angelo di Brolo, ma è assai singolare la coincidenza di due possibili esiti di questi antichi toponimi greci nell'area, ovvero rispettivamente Brichinnai, Librizzi e Focerò nella Sant'Angelo medievale.